# Filtro DSL

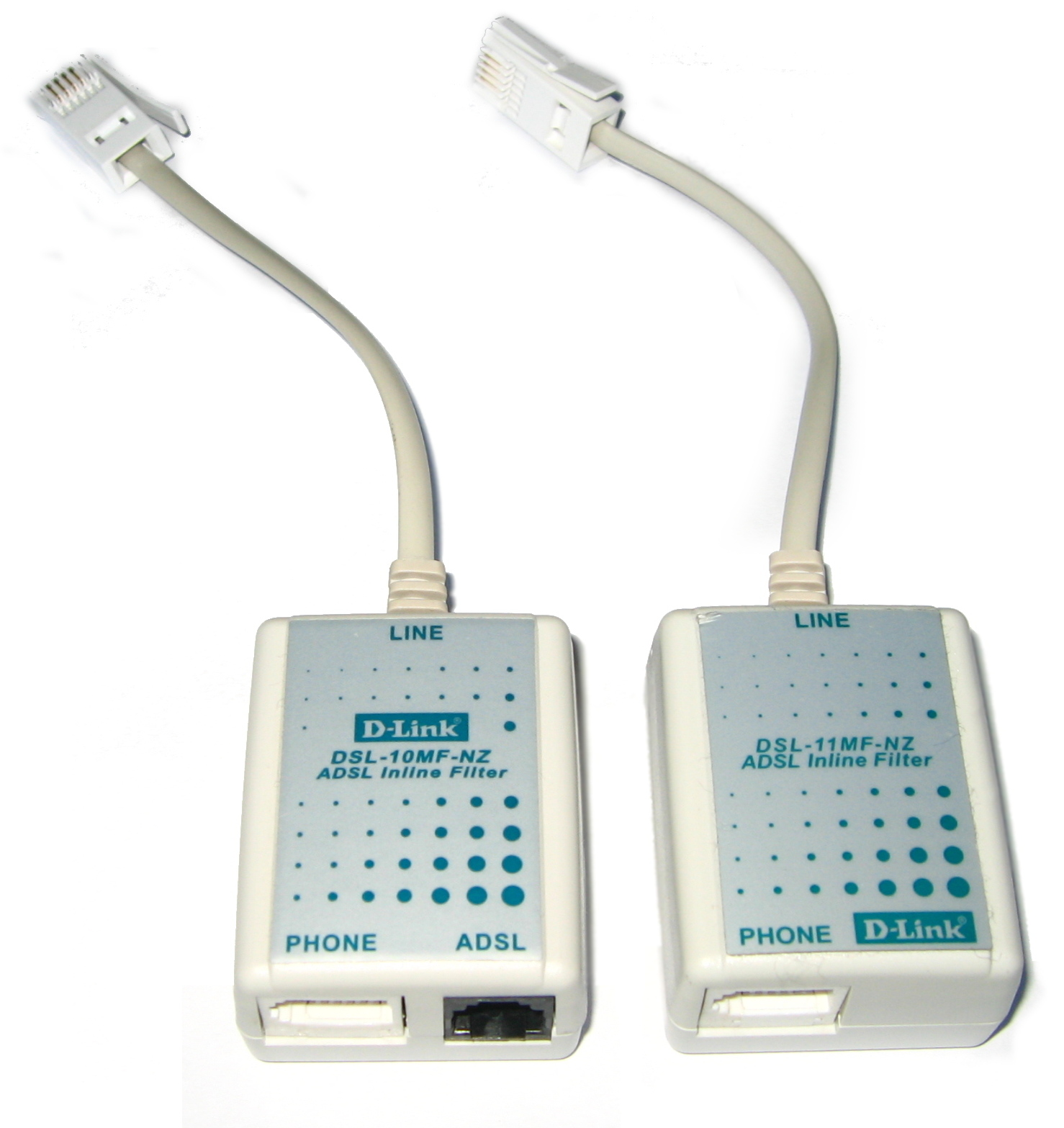
Filtro/bifurcador ADSL (izquierda) y filtro (derecha).

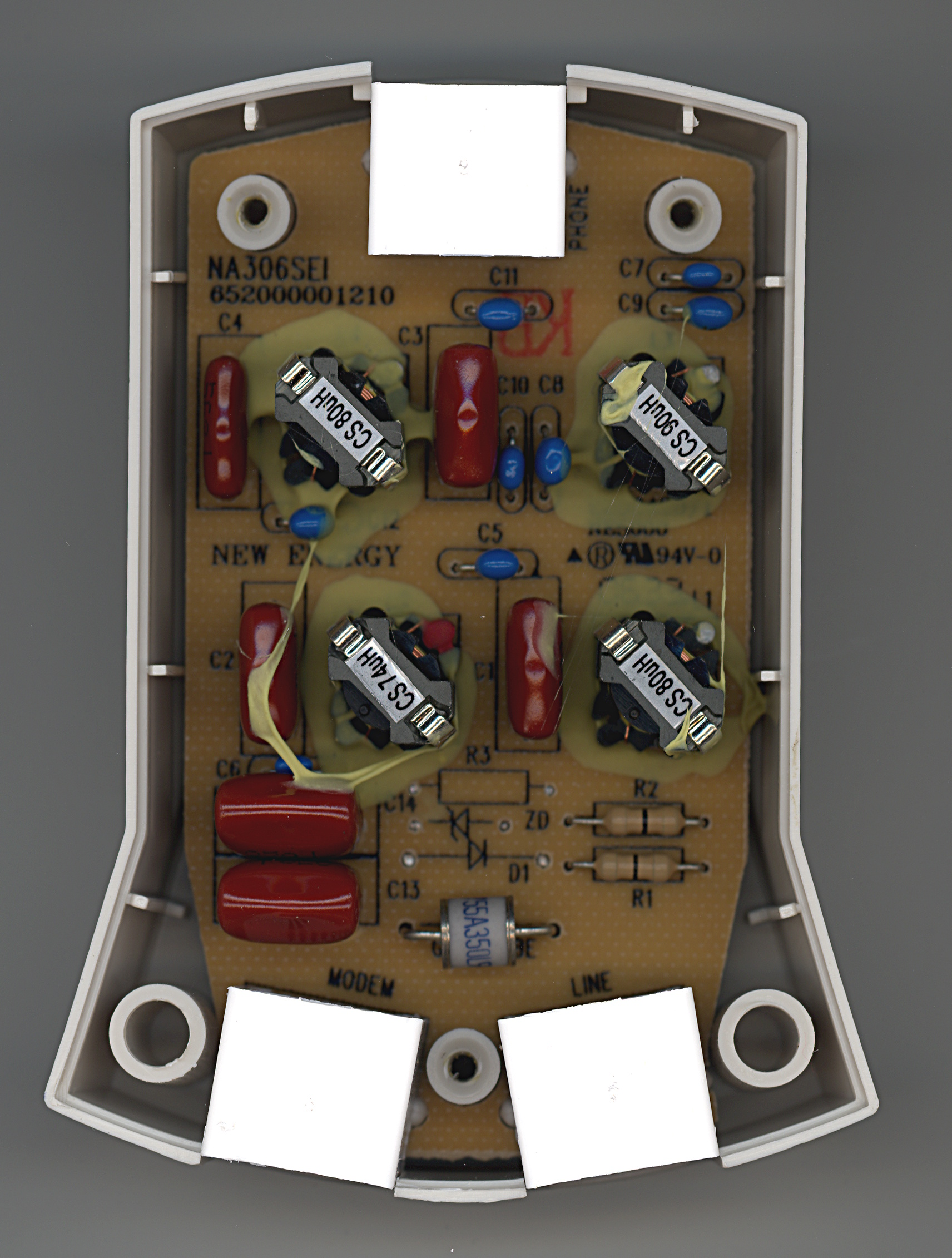
Circuito de un Filtro/splitter ADSL.

Un filtro DSL es un filtro pasa bajo analógico instalado entre dispositivos analógicos (tales como teléfonos y módems analógicos) y una línea telefónica  POTS, usado para prevenir interferencia entre tales dispositivos y un servicio DSL operando en la misma línea. Sin los filtros DSL, las señales o ecos de los dispositivos analógicos pueden reducir el rendimiento y producir problemas de conexión con el servicio DSL, mientras que para los dispositivos analógicos puede resultar como ruido en la línea y otros problemas.
La instalación típica requiere las instalación de filtros DSL en cada teléfono, fax, módem analógico, y otros dispositivos que utilicen la línea telefónica, dejando el módem DSL como el único dispositivo sin filtrar.

## Protocolos y especificaciones
- ITU G.992.1 (G.DMT),
- ITU G.992.2 (G.Lite)